# Ruy Barbosa (Bahia)
Ruy Barbosa is een gemeente in de Braziliaanse deelstaat Bahia. De gemeente telt 30.422 inwoners (schatting 2009).
De plaats is de zetel van het rooms-katholieke bisdom Ruy Barbosa.